# Paolo Piccione
Paolo Piccione (Roma, 24 de abril de 1964) é um matemático italiano, que trabalha com geometria diferencial, geometria Riemanniana e análise matemática. É desde 1996 professor da Universidade de São Paulo e foi de 2017 até 2023 o presidente da Sociedade Brasileira de Matemática. 

## Formação e carreira
Assim como seus pais, três décadas antes dele, graduou-se na mesma Universidade de Roma "La Sapienza", onde obteve a laurea em matemática e um mestrado em 1987, orientado por Alessandro Figà Talamanca. Obteve um PhD em matemática na Universidade Estadual da Pensilvânia em 1994, orientado por Adrian Ocneanu
É atualmente professor do Instituto de Matemática e Estatística da Universidade de São Paulo, onde leciona desde 1996 e completou a livre-docência.

## Trabalho
Tem experiência em matemática, com ênfaes sobre geometria diferencial, trabalhanco principalmente sobre os seguintes tópicos: cálculo variacional e problemas geométricos variacionais, geometria Riemanniana e Lorentziana global, teoria de Morse, geometria simplética e sistemas hamiltonianos. Os principais resultados obtidos na área da geometria Lorentzian tem uma interpretação na relatividade geral.

## Prêmios e distinções
- Academia Brasileira de Ciências, membro (2012)[5]
- Sociedade Brasileira de Matemática, presidente (2017-2023)[6]
- Ordem Nacional do Mérito Científico, Comendador (2018)[7]

## Publicações selecionadas
- com GIAMBO, R. ; MAGLI, G. , "Naked Singularities Formation in the Gravitational Collapse of Barotropic Spherical Fluids.". General Relativity and Gravitation. vol. 36 (2004), no. 6, pp.  1279-1298.
- com GIAMBO, R. ; GIANNONI, F. ; MAGLI, G. , "New solutions of Einstein equations in spherical symmetry: the Cosmic Censor to the court". Communications in Mathematical Physics. vol. 235 (2003), no. 3, pp. 545-563.
- com  EXEL, R. ; DOKUCHAEV, M. , "Partial Representations and Partial Group Algebras". Journal of Algebra. vol. 226 (2000), no. 1, pp. 505-532.